# Tour Ivoirien de la Paix
Die Tour Ivoirien de la Paix ist ein ivorisches Straßenradrennen.
Das Rennen wurde bereits Anfang der 1960er Jahre als Rundfahrt für Amateure ausgetragen. Zuvor gab es einige Austragungen für Berufsfahrer. Start und Ziel ist Abidjan. Das Etappenrennen zählt zur UCI Africa Tour und ist in die Kategorie 2.1 eingestuft. Organisator des Rennens ist die Association Sportive Côte d’Ivoire Environnement et Paix und Renndirektor ist Jean-Claude Hérault. Zum Premierensieger wurde der französische ProTour-Fahrer Rony Martias erklärt, nachdem die letzte Etappe aufgrund heftigen Regens abgebrochen werden musste. Für das Jahr 2011 ist laut UCI Jahreskalender eine erneute Austragung vom 19. April bis 24. April vorgeplant.
Das Etappenrennen hatte einen Vorläufer als Radrundfahrt für Amateure. 1953, 1954 und 1959 siegte Jean Gainche aus Frankreich. 1971 wurde es von Messaoud Drareni aus Algerien gewonnen.

## Austragung 2008
Die Rundfahrt führte über 6 Etappen mit zusammen 797,3 km. Teilgenommen haben die Nationalteams von Elfenbeinküste, Burkina Faso, Kamerun, Ägypten, Marokko, Eritrea, Gabun, Ruanda, Senegal und Tunesien, sowie die Profiradteams von Crédit Agricole, Bouygues Telecom, Team L.P.R., Amore & Vita-McDonald’s und Elk Haus-Simplon.
Etappensieger:
- 1. Etappe  Sébastien Turgot
- 2. Etappe  Sergio Laganà
- 3. Etappe  Walter Proch
- 4. Etappe  Jimmy Engoulvent
- 5. Etappe  Stefan Rucker
- 6. Etappe wetter bedingt abgesagt
- Gesamtsieger wurde  Rony Martias

## Palmarès
- 1953–1954  Jean Gainche
- 1957  Raphaël Géminiani
- 1959  Jean Gainche
- 1963  Ange Roussel
- 1964  Oscar Michel
- 1971–1973  Joseph Kono
- 2008  Rony Martias
- 2009–2011 keine Austragung
- 2012  Issiaka Fofana
- 2013–2014  Isiaka Cissé
- 2015  Mouhssine Lahsaïn
- 2016  Mohcine Elkouraji
- 2017  Dieter Bouvry
- 2018  Isiaka Cissé
- 2019  CAF Paul Daumont
- 2021  Abou Sanogo
- 2022  Souleymane Traoré
- 2023  Abou Sanogo